# Leiden Papyrus X

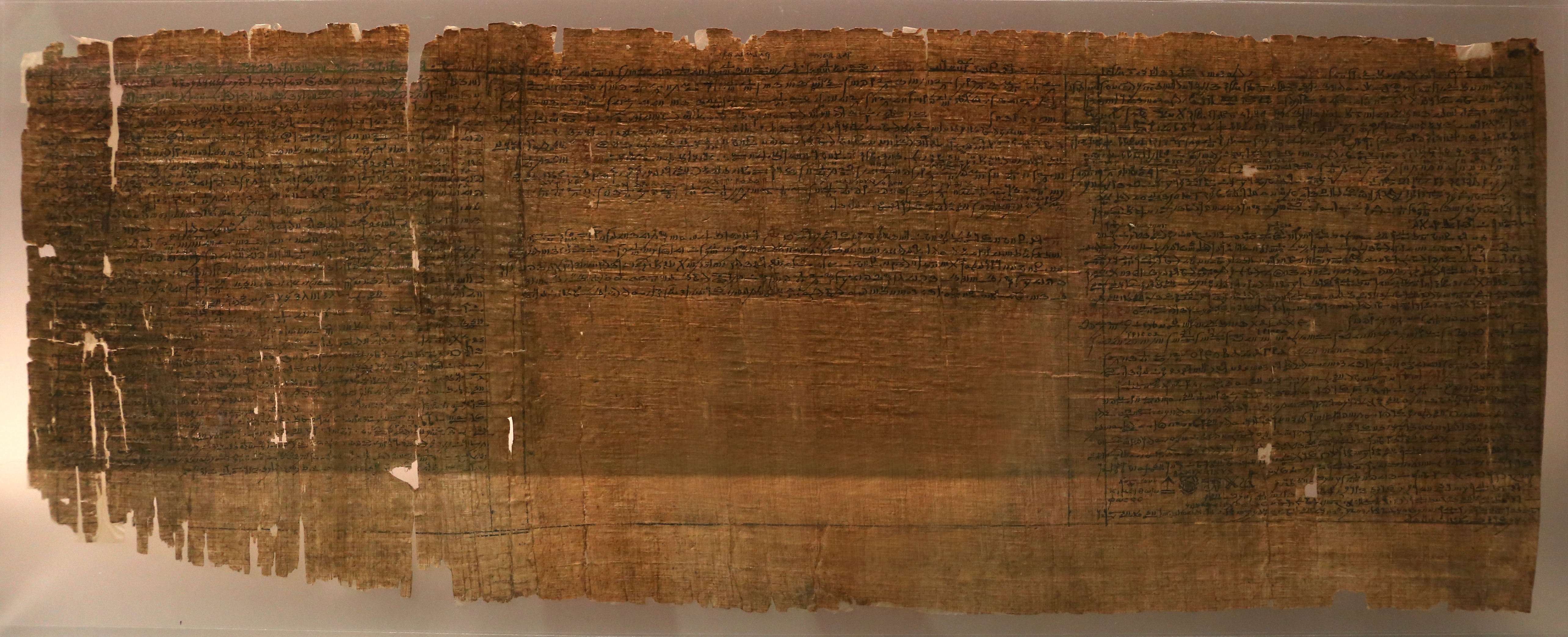
Leiden Papyrus X

De Leiden Papyrus X en de Stockholm papyrus bevatten  een verzameling van recepten voor de behandeling van metalen, kristal, glas en stoffen. Ze werden ontdekt in graven in de omgeving van Thebe in Opper-Egypte omstreeks 1828 en gekocht door Giovanni d'Anastasi, viceconsul voor Zweden en Noorwegen in Alexandrië. De papyri waren niet in de traditionele boekrol vorm, maar waren afzonderlijke genummerde  bladzijden uit een codex. Ze waren geschreven in het Oudgrieks en kunnen gedateerd worden op het einde van de derde of het begin van de vierde eeuw. De documenten waren in uitzonderlijk goede staat omdat ze bewaard werden in goed gesloten koffers en verzegelde stenen containers. Bovendien waren ze waarschijnlijk nieuw op het moment dat ze als grafgiften werden bijgezet in de graven. In 1828 verkocht d'Anastasi 24 van deze papyri aan de Nederlandse regering die ze onderbracht in het Rijksmuseum van Oudheden in Leiden. De overige schonk hij in 1832 aan de Zweedse Koninklijk Academie van Oudheidkunde. In 1906 werden de documenten van de Zweedse Academie overgebracht naar het Victoria Museum in Uppsala en sinds 1926 zijn ze ondergebracht in de Nationale Bibliotheek van Zweden.

## Beschrijving
De Leiden Papyrus X bestaat uit tien grote folia uit papyrus van ca. 30 cm lang en 34 cm breed. Ze zijn gevouwen tot een katern van 20 bladen waarvan er zestien beschreven zijn in een Oudgrieks kapitaalschrift, dat in gebruik was in de derde eeuw. Het document bevat veel grammaticale- en spelfouten. Het is geschreven in de vorm van een receptenboek. De recepten zijn dikwijls geschreven in een gecondenseerde vorm zoals vaklui vertrouwd met de materie ze zouden opstellen.
Het handschrift bevat in totaal 111 recepten waarvan 75 over metallurgie: het zuiveren van metalen, het samenstellen van legeringen, het testen van metalen op hun zuiverheid, imitaties van edelmetaal maken en het kleuren van het oppervlak van metalen en legeringen. Vijftien recepten behandelen de technieken om gouden of zilveren letters te schrijven en verder zijn er elf over het bereiden van kleurstoffen en het kleuren van stoffen met purper en andere kleuren. De laatste 10 recepten zijn gekopieerd uit de Materia Medica van Pedanius Dioscorides.

## Bestudering
Caspar Reuvens, de toenmalige directeur van het museum,  publiceerde in 1829 een beschrijving van de Grieks-Egyptische geschriften in het museum en vermeldde daarin een papyrus uit de collectie d'Anastasi die voornamelijk over scheikundige recepten handelde. Reuvens gebruikte als eerste de term alchemie om de aard van de tekst te beschrijven. Maar het was de beschrijving van de papyrus door de Duitse chemicus en historicus Hemann Kopp in 1869 in zijn Beiträge zur Geschichte der Chemie die het document internationale bekendheid gaf in de kringen van vorsers en geleerden. In Kopp's monografie over de alchemie van 1886 werd de Leiden Papyrus echter niet vermeld.
In 1885 gebruikte de Franse historicus Pierre Marcelin Berthelot de papyrus in zijn speculatieve verhandeling over het ontstaan van de Grieks-Egyptische alchemie. Hij kende het document slechts uit de beschrijving van Reuvens. In datzelfde jaar volgde de eerste volledige vertaling (in het Latijn) van het document van de hand van Conradus Leemans, de opvolger van Reuvens. Het was Leemans die het document als papyrus X benoemde. Een Franse vertaling van de hand van Berthelot volgde in 1887, hij publiceerde in 1906 ook de Griekse tekst. De originele tekst van de documenten in Zweden werd gepubliceerd, met een Duitse vertaling, in 1913. In Engeland zou het tot 1926-1927 duren eer de vertaling van Earle Radcliffe Caley verscheen in het Journal of Chemical Education.

## Alchemie
Traditioneel is alchemie sinds de oudheid veelal geassocieerd met de zoektocht naar de Steen der wijzen, waarmee gewone metalen veranderd konden worden in edele metalen (goud en, minder frequent, zilver). Alchemie is (in Europa) echter ook verbonden met filosofie, metallurgie, geneeskunde, farmacie (paracelsianisme, iatrochemie), allerlei technologische ontwikkeling en scheikunde. Zeker in het vroegmoderne (West-)Europa is het niet altijd even eenvoudig deze disciplines strikt van elkaar te scheiden, en een hard onderscheid tussen 'alchemie' versus 'chemie' is eveneens lastig, maar in recent onderzoek werd hieraan in verband met de Leiden Payrus X toch veel aandacht besteed.
Van bij de aanvang van de bestudering van de tekst werd de Leidse Papyrus X ondergebracht bij de alchemistische geschriften, maar in wezen bestaat de tekst grotendeels uit korte eenvoudige recepten. Het mystieke symbolisme en de allegorie, typische kenmerken van teksten uit de alchemie ontbreken volledig. Bovendien gaan de recepten voornamelijk over het maken van legeringen van metalen die het aspect en uitzicht van goud en zilver benaderen, voor gebruik bij vergulden, in juwelen en bij het schrijven met metaalinkt. De andere recepten behandelen het aanmaken van kleurstoffen, voornamelijk voor wol. In de documenten wordt bovendien expliciet gesteld dat het niet de bedoeling is van goud of zilver te maken maar wel (goedkopere) imitaties te creëren.
Sommige theorieën gaan ervan uit dat deze papyri, door hun gebruik als grafgift, ontsnapt waren aan de algemene vernietiging van alchemistische geschriften die door keizer Diocletianus rond 290 zou verordend zijn, mogelijk in het kader van zijn monetaire hervormingen.  Ze zouden dan samengaan met andere papyri uit de Anastasi collectie die vooral over magie handelden en dus aan de basis lagen van de alchemie. Het is uiteraard mogelijk dat de eerste gebruiker van de Leiden en Stockholm Papyri zijn praktische chemische kennis probeerde te verhullen achter toverspreuken en rituelen maar dat was dan meer een zaak van bewust charlatanisme, want men kan rustig stellen met Stillman dat indien ze dan misschien anderen wilden bedriegen, ze zelf best wisten dat mystiek en magie weinig met de praktijk van de recepten te doen hadden. Het feit dat tussen de recepten een serie testen waren om de zuiverheid van verscheidene metalen na te gaan, zowel van edelmetalen als van andere, toont aan dat de gebruikers perfect het onderscheid kenden tussen echt en imitatie edelmetaal.
Als men de teksten beoordeeld op hun inhoud kan men alleen maar besluiten dat het vroege exemplaren zijn  van een reeks receptenboeken bedoeld voor metaalbewerkers, juweelmakers, textielbewerkers en allerhande vaklui in plaats van vroege alchemistische geschriften. De traditie van dergelijk geschriften gaat terug tot Assyrische spijkerschrifttabletten  met recepten voor het kleuren van glas uit de 7e eeuw v.Chr. en werd voortgezet in de middeleeuwen met geschriften als de Compositiones variae (ca. 790), de Mappae clavicula (vroege 9e eeuw), het De diversis artibus  (of de Schedula diversarum artium) van Theophilus Presbyter (1100-1120) en het De coloribus et artibus Romanorum van
Eraclius (ca. 1150).
Dit neemt niet weg dat de recepten in Leiden en Stockholm Papyri ook gekend waren door alchemisten die er waarschijnlijk verder mee experimenteerden op hun zoektocht naar de methode om edele metalen te maken uit onedele. Er werden 27 gelijkaardige recepten gevonden in de Physica et mystica (ca. 60 n.Chr.) van Bolos van Mendes die schreef onder het pseudoniem Demokritos, maar volgens een studie van Multhauf zijn ze minder precies dan die in de Leiden Papyrus X in dergelijke mate dat het louter literaire voorschriften lijken. Niettemin zijn moderne onderzoekers van mening dat de techniek van depletion gilding (zie Historische edelsmeedtechnieken die beschreven wordt in recept 15 van de Leiden Papyrus aan de basis liggen van de zoektocht van de alchemie om basismetalen in goud te veranderen.

## Bruikbaarheid
Wetenschappers hebben met wisselend succes gepoogd om recepten uit de Leiden en de Stockholm Papyri uit te voeren. Een voorbeeld hiervan kunnen we vinden bij Lawrence Principe een voorbeeld van een test met recept 87 voor het kleuren van zilver. Het recept beschrijft een mengsel van gelijke hoeveelheden kalk en zwavel die in azijn of urine gekookt worden tot de kleur bloedrood wordt. Als men gepolijst zilver in de gefilterde vloeistof dompelt wordt het eerst  oranjebruin, daarna goudkleurig, vervolgens koperachtig, bronskleurig, purper en uiteindelijk bruin. De glans van het zilver bleef bewaard en de bekomen kleur bleef stabiel. Met een beetje experimenteren kon het zilver merkwaardig goed goudkleurig gemaakt worden.
Ook een aantal recepten voor het kleuren van stoffen met alkanna werden met succes uitgetest en konden gebruikt worden om een gans scala van purpertinten te verwezenlijken.